# Le Petit Rapporteur
 (novembre 2020).
Si vous disposez d'ouvrages ou d'articles de référence ou si vous connaissez des sites web de qualité traitant du thème abordé ici, merci de compléter l'article en donnant les références utiles à sa vérifiabilité et en les liant à la section « Notes et références ».
Le Petit Rapporteur est une émission de télévision française satirique, créée par Jacques Martin et Bernard Lion et diffusée en direct le dimanche à 13 h 20 sur TF1 du 19 janvier 1975 au 27 juin 1976. L'émission a ensuite été suivie de La Lorgnette sur Antenne 2 de 1977 à 1978,,.

## Principe de l'émission

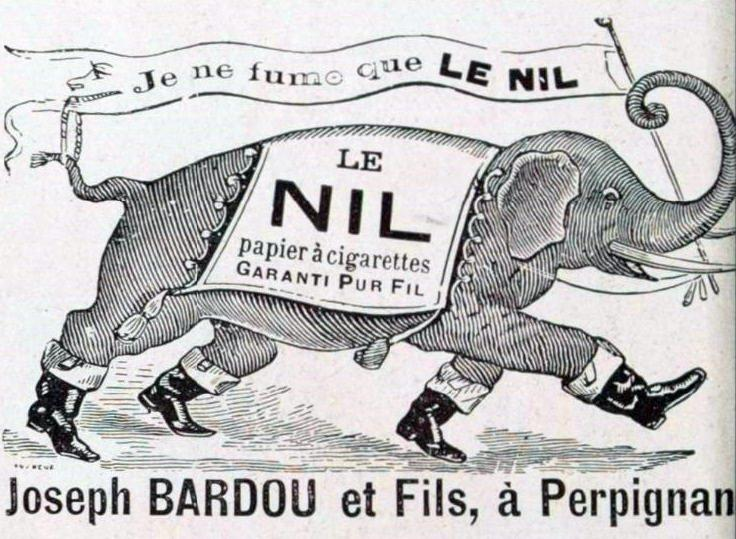
Publicité pour le papier à cigarette Le Nil, de Joseph Bardou (1906).

Le support de l'émission (logo) est issu de la publicité pour le papier à cigarette Le Nil de Joseph Bardou et fils, publiée au milieu des années 1900.
Le Petit Rapporteur est un véritable journal télévisé, servi par de vrais journalistes, dont Jacques Martin est le présentateur et le rédacteur en chef, mais qui traite l'actualité de façon satirique en la prenant « par le petit bout de la lorgnette »,.
Le titre de l'émission est le nom d'un journal satirique fictif dont l'équipe de Jacques Martin constitue la rédaction. Cette équipe est au départ constituée de Pierre Bonte (reportage sur des personnages attachants de la France profonde), Piem (La Petite Semaine de Piem : l'actualité de la semaine sous forme de dessins satiriques), Stéphane Collaro, Robert Lassus et Philippe Couderc. Ces deux derniers quittent ensuite l'équipe et sont remplacés par Pierre Desproges et Daniel Prévost. Pierre Desproges quitte à son tour l'émission avant la fin de la saison.
L'une des cibles politiques préférées de Jacques Martin est le ministre de l'Intérieur de l'époque, Michel Poniatowski.
L'émission marque l'histoire de la télévision française par son audace, irritant souvent la direction de TF1, à tel point que le générique de fin de l'émission se finit toujours par « À dimanche prochain, peut-être… »
Jacques Martin devant participer à un film (écriture, réalisation, interprétation), il demande une interruption de six mois afin de pouvoir s'y consacrer. Mais le film ne voit jamais le jour, et l'émission ne reprend jamais.
Jacques Martin et certains de ses collaborateurs reprennent alors la formule du Petit Rapporteur l'année suivante (1977-1978) sur Antenne 2 avec La Lorgnette, émission à laquelle participent également les journalistes Alain Scoff, Laurent Cabrol et Alexandre Lichan, ainsi que le dessinateur Dadzu (qui remplace Piem).

### Hymnes et générique
L'équipe du Petit Rapporteur fait de la chanson À la pêche aux moules son hymne (l'origine en est une campagne de la sécurité routière montrant un groupe d'enfants chantant cette chanson…). Cette chanson est remplacée en janvier 1976 par une chanson suggérée par Pierre Desproges : Mam'zelle Angèle.
À la pêche aux moules n'est pas déposée par Jacques Martin qui n'en est pas l'auteur (il s'agit d'une chanson populaire datant du XVIIIe siècle). Le ventriloque David Michel, avec sa marionnette Nestor le pingouin, peut en conséquence s'approprier le titre et le dépose. Ulcéré, Jacques Martin dépose aussitôt le titre Mam'zelle Angèle.
La musique du générique utilisée pour l'émission est la « Grande Ritournelle », extrait du premier mouvement de la suite pour deux pianos La Belle Excentrique composée par Erik Satie en 1920.

### Devise
La devise du Petit Rapporteur est : « Sans la liberté de flatter, il n'est pas d'éloge blâmeur ». Elle fait écho à la devise du journal Le Figaro : « Sans la liberté de blâmer, il n'est point d'éloge flatteur », citation de Beaumarchais issue du Mariage de Figaro.

## Morceaux d'anthologie
L'émission est marquée par plusieurs séquences restées dans les mémoires :
- un des moments les plus connus de l'émission, le reportage de Daniel Prévost dans le village de Montcuq (Lot), qu'il prononce « mon cul » (alors qu'il doit être en réalité prononcé « monkuk »), dans lequel il interviewe le maire sur la localité tout en usant de jeux de mots plus ou moins grivois[9]. Ce reportage est réalisé par Karel Prokop, l'un des réalisateurs attitrés des séquences filmées de l'émission. Montcuq, qui a connu un essor de notoriété et de tourisme grâce à cette séquence, a inauguré une rue du Petit-Rapporteur en avril 2007, en présence de Pierre Bonte[10] ;
- l'entretien du tandem Desproges-Prévost avec Jean-Edern Hallier ;
- le premier reportage de Pierre Desproges : une interview de Françoise Sagan à laquelle il demande d'entrée de jeu : « Françoise Sagan, comment ça va la petite santé ? », après quoi, tout au long de l'interview, il lui pose des questions expressément ineptes et complètement étrangères à la littérature[11]. Mais comme l'émission est très regardée, et que la séquence est diffusée dès sa réalisation, jamais Pierre Desproges ne peut renouveler l'exploit :
  - cette séquence sert ensuite de modèle à Raphaël Mezrahi pour créer son personnage d'Hugues Delatte (journaliste débutant et gaffeur), afin de piéger des célébrités dans les années 1990,
  - avant Desproges, Robert Lassus, avec La Brosse à reluire, avait piégé Maurice Druon en le couvrant d'éloges prétendument émis par des journalistes (chaque éloge étant accentué au montage par une séquence où l'on voyait une brosse à reluire en action) mais n'avait plus pu piéger personne par la suite ;
- le tandem Desproges-Prévost se livre également au moment des fêtes à une très célèbre bataille de boudins blancs dans une charcuterie parisienne[12] ;
- lors de la dernière émission, l'équipe va chanter sous les fenêtres de quelques ministres (Adieu Ponia on t'aimait bien) ainsi que sous les fenêtres de l'Élysée (Adieu Valy on t'aimait bien) et de Matignon (Adieu Chirac, on t'aimait bien), parodiant la chanson Le Moribond de Jacques Brel (paroles originales, par exemple : « Adieu l’Émile, je t’aimais bien… ») en l’adaptant à chacun[13][source insuffisante] ;
- sont sortis en 2006, pour les 30 ans du Petit Rapporteur deux coffrets DVD, compilation des grands moments de l'émission (lancée par Jacques Martin en 1975[14]), puis en 2008 un livre de Pierre Bonte de souvenirs du Petit Rapporteur[15], mention qui en est faite également dans le DVD intitulé C'est tout Bonte de 2005[16],[17],[18].

### Vidéos
- Émission du 12 janvier 1997, France 3 sur ina.fr.
- Interview de Daniel Prévost sur Le Petit Rapporteur du 1er janvier 2007, sur ina.fr.